# AMeDAS

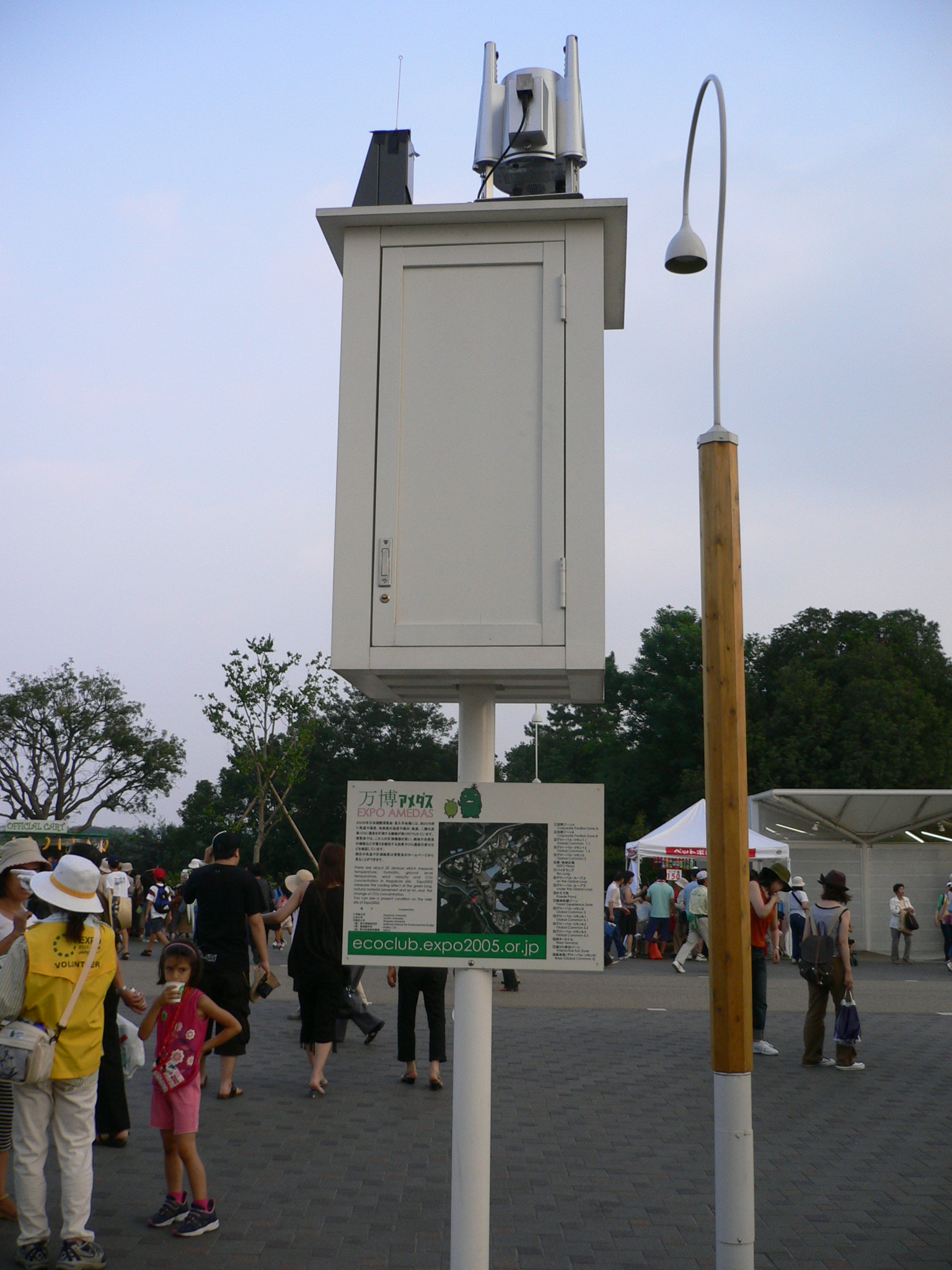
AMeDAS.

AMeDAS（自動氣象數據採集系統，Automated Meteorological Data Acquisition System），在日本稱之謂（amedasu），是由日本氣象廳的一種高分辨率表面觀測網絡，用於收集區域氣象數據和核實預測性能。由1974年11月1日開始運作，該系統包括大約1300台自動觀測設備。這些觀測站大都自動化運作，平均間隔17公里的遍佈日本各地。
有人駐守的觀測站負責監測天氣，風向和風速，降水的類型和數量，雲層類型和高度，能見度，空氣溫度，濕度，日照時數，和大氣壓力。所有資料（除天氣，能見度和雲有關的氣象要素）都是自動觀測。
在無人值守站，觀測數據每10分鐘讀取一次。大約700个無人觀測站，負責監測降水，氣溫，風向，風速，和日照時數，而其他觀察站只監測降水量。
約280台（載人或無人）設在大雪的地區，觀察積雪深度。
所有的觀測數據通過電話線實時傳送至日本氣象廳在東京總部的AMeDAS中心，然後傳送到全國後作質量檢查。
除了天氣條件下，AMeDAS也用於觀察的自然災害。臨時觀察點的設置在有火山爆發或地震跡象的地方。

## 外部連結
- 日本氣象廳アメダス網站 Archive.today的存檔，存档日期2021-06-12